# WWWF United States Tag Team Championship
Het WWWF United States Tag Team Championship was een professioneel worstelkampioenschap voor tag teams. Dit kampioenschap werd eerst geproduceerd door National Wrestling Alliance (NWA) met als naam de NWA United States Tag Team Championship (1958-1963). World Wide Wrestling Federation (WWWF) nam in 1963 het kampioenschap over van NWA.

## Titel geschiedenis
| Worstelaar                                            | #                   | Datum             | Stad                       | Aantekeningen                                                                                        |
| ----------------------------------------------------- | ------------------- | ----------------- | -------------------------- | --- |
| NWA United States Tag Team Championship (Northeast)   |                     |                   |                            | |
| Mark Lewin & Don Curtis                               | 1                   | 1958              |                            | Versloeg Hans Schmidt & Dick the Bruiser                                                             |
| Jerry & Eddie Graham                                  | 1                   | 1 september 1958  | Washington D.C.            | |
| Mark Lewin & Don Curtis                               | 2                   | December 1958     | Washington D.C.            | |
| Jerry & Eddie Graham                                  | 2                   | 27 mei 1959       | Bridgeport (Connecticut)   | |
| Beschikbaar gesteld                                   | Beschikbaar gesteld | November 1959     |                            | Eddie Graham verliet NWA.                                                                            |
| Jerry Graham & Johnny Valentine                       | 1                   | 14 november 1959  | West Hempstead (New York)  | Versloeg Mark Lewin & Don Curtis.                                                                    |
| Jerry & Eddie Graham                                  | 3                   | Maart 1960        |                            | Eddie Graham keerde terug en nam Valentine's helft van de titel                                      |
| Red & Lou Bastien                                     | 1                   | 2 april 1960      | New Haven (Connecticut)    | |
| Jerry & Eddie Graham                                  | 4                   | 16 april 1960     | New Haven (Connecticut)    | |
| Red & Lou Bastien                                     | 2                   | 23 april 1960     | Chicago (Illinois)         | |
| The Fabulous Kangaroos (Al Costello en Roy Heffernan) | 1                   | 21 juli 1960      | Washington D.C.            | |
| Red & Lou Bastien                                     | 3                   | 8 augustus 1960   | Washington D.C.            | |
| The Fabulous Kangaroos                                | 2                   | 24 augustus 1960  | Bridgeport (Connecticut)   | |
| Johnny Valentine & "Nature Boy" Buddy Rogers          | 1                   | 19 november 1960  | Teaneck (New Jersey)       | |
| The Fabulous Kangaroos                                | 3                   | 26 november 1960  | Washington D.C.            | |
| Johnny Valentine & Bob Ellis                          | 1                   | 11 januari 1962   | Washington D.C.            | |
| Buddy Rogers & Johnny Barend                          | 1                   | 15 juli 1962      | Washington D.C.            | |
| WWWF United States Tag Team Championship              |                     |                   |                            | |
| Buddy Austin & Great Scott                            | 1                   | 7 maart 1963      | Washington D.C.            | |
| Skull Murphy & Brute Bernard                          | 1                   | 16 mei 1963       | Washington D.C.            | |
| Killer Kowalski & Gorilla Monsoon                     | 1                   | 14 november 1963  | Washington D.C.            | |
| John & Chris Tolos                                    | 1                   | 28 december 1963  | Teaneck (New Jersey)       | |
| Don McClairty & Argentina Apollo                      | 1                   | 16 februari 1964  | New Haven (Connecticut)    | |
| Dr. Jerry & Luke Graham                               | 1                   | 6 juni 1964       | Washington D.C.            | |
| Gene Kiniski & Waldo Von Erich                        | 1                   | 4 februari 1965   | Washington D.C.            | |
| Gorilla Monsoon & Bill Watts                          | 1                   | 8 april 1965      | Washington D.C.            | |
| Dan Miller & Dr. Bill Miller                          | 1                   | 7 augustus 1965   | Washington D.C.            | |
| Tony Parisi & Johnny Valentine                        | 1                   | 21 februari 1966  | New York (New York)        | |
| Baron Mikel Scicluna & Smasher Sloan                  | 1                   | 22 september 1966 | Washington D.C.            | |
| Spiros Arion & Tony Parisi                            | 1                   | 8 december 1966   | Washington D.C.            | |
| Spiros Arion & Arnold Skaaland                        | 1                   | 30 juni 1967      |                            | Parisi gaf zijn riem aan Skaaland                                                                    |
| Sicilians (Lou Albano & Tony Altimore)                | 1                   | 10 juli 1967      | Atlantic City (New Jersey) | |
| Bruno Sammartino & Spiros Arion                       | 1                   | 24 juli 1967      | Atlantic City (New Jersey) | |
| Titel opgeborgen                                      | Titel opgeborgen    | 29 juli 1967      |                            | Bruno Sammartino en Spiros Arion traden niet meer op als WWWF US Tag Team Champions op 30 juli 1967. |